# ¿Cómo te va mi amor?

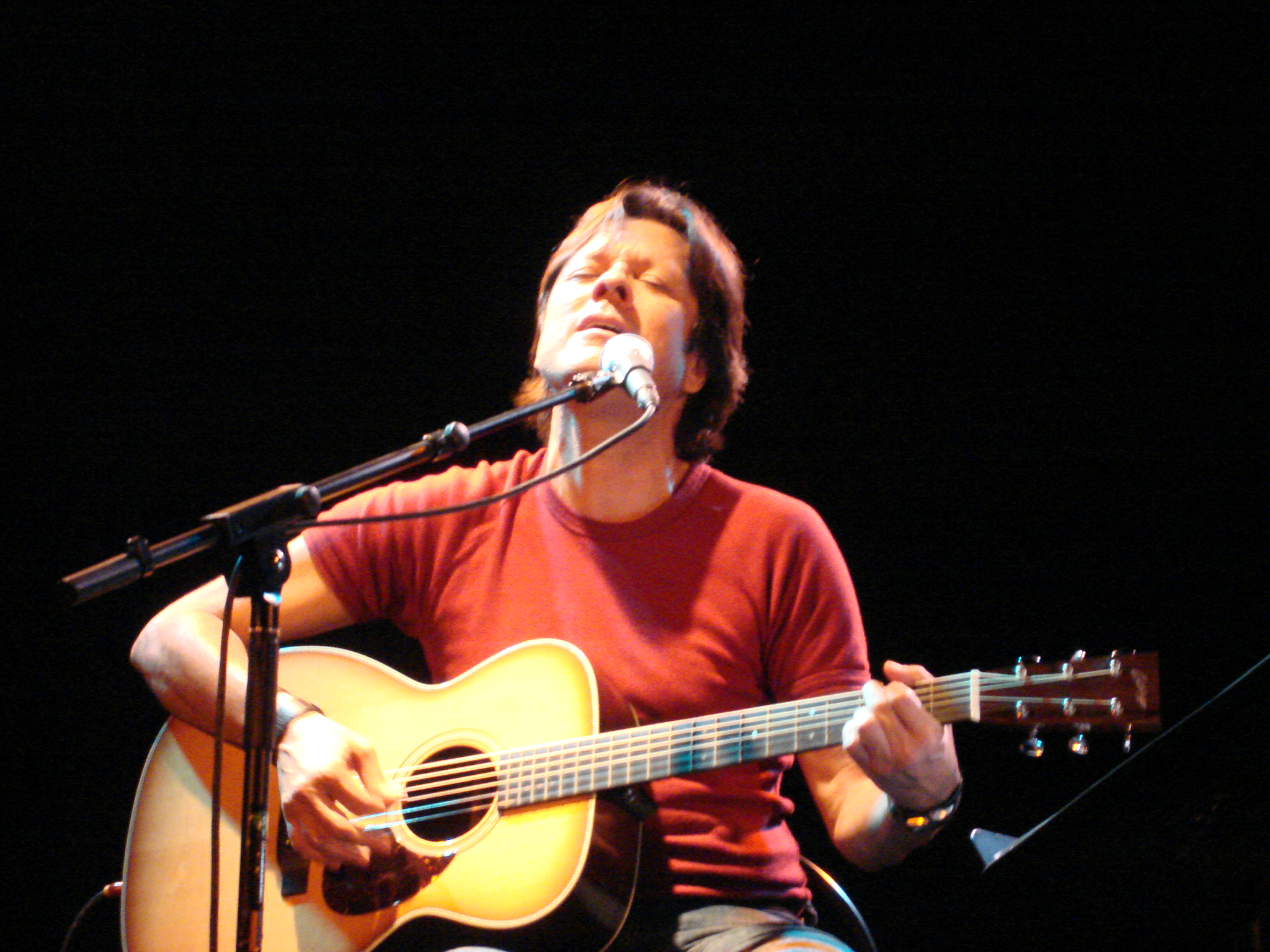
El compositor de la canción, Hernaldo Zúñiga.

¿Cómo te va mi amor? es el nombre de la canción que representa el sencillo de mayor éxito del Grupo Pandora de México.
En enero de 1985, las integrantes del grupo seleccionan temas para su primer disco y el debut profesional lo realizaron el 2 de junio de 1985 en el programa televisivo "Siempre en Domingo", en su presentación interpretan el tema "¿Cómo te va mi amor?", del compositor nicaragüense Hernaldo Zúñiga (casualmente en el día de cumpleaños de éste).
El 7 de junio de 1985 sale a la venta en formato LP su primera producción discográfica denominada "Pandora", con la cual en octubre de ese mismo año obtienen su primer Disco de Oro.
"¿Cómo te va mi amor?" fue incluida en ese disco debut que definió el estilo romántico de la agrupación. Este tema de Hernaldo Zúñiga, incluido en dicha producción, fue el primer sencillo que promocionaron y su primer súper éxito discográfico, de inmediato el Grupo Pandora obtuvo una gran bienvenida en el mundo musical.
Esta canción, en la versión original del Grupo Pandora, estuvo nominada al premio Grammy 1987 en la categoría Latin Pop y a finales del 2007 fue incluida en el conteo de éxitos hecho por el canal VH1 Latinoamérica de Las 100 Grandiosas Canciones de los 80's en Español, ubicada en el número 16.
A través de los años este disco de Pandora, se ha convertido en un verdadero clásico de colección. Desde sus inicios se hizo merecedor de innumerables reconocimientos como diversos discos de oro, disco de platino, el premio TVyNovelas, el trofeo "Los 15 grandes de siempre en Domingo" y el trofeo "El Heraldo", entre mucho otros.
Posteriormente al éxito alcanzado por Pandora con este tema ya clásico, otros artistas han hecho sus versiones, extendiendo así aún más la importancia de esta melodía en el mundo musical romántico, entre los cantantes que la han interpretado se cuentan: el propio Hernaldo Zúñiga (lo hizo en vivo), Luis Miguel y Pandora (juntos en vivo), Los Horóscopos de Durango, Patricia Manterola, Nicho Hinojosa, Banda El Recodo, Los Flamers, Fher Manjarrez, Área 305, Freddy y Los Nobles, La Rondalla de Saltillo, Chicos De Barrio, Tierra Canela, Myriam, Marcos Orozco y Rebelde, Secuencia con Banda, Grupo Cuarto Para Las Tres, Los Reales, Banda Perla de Michoacán, Santa Elena, La Chío, Luis Antonio Hernández, Zania, Sheila y Lizzette (Operación Fama) y Pio Treviño y Majic, entre otros.
La versión de 2006 de Los Horóscopos de Durango estuvo nominada para el 2008 Billboard Latin Music Award (Premios Billboard a la Música Latina 2008) en la categoría "Regional Mexican Airplay Song Of The Year, Female Group or Female Solo Artist" (Canción Regional Mexicana Del Año, Grupo Femenino o Solista Femenino).
Esa misma versión de Los Horóscopos de Durango, la cual superó el millón de copias vendidas durante 2007, se hizo con la distinción de la "Mejor Canción Regional de 2007" el 16 de mayo de 2008 como parte de los Latin Awards que entregó The American Society of Composers, Authors & Publishers (ASCAP), reconocida como la principal sociedad autoral norteamericana. En esa fecha su autor, Hernaldo Zúñiga, recibió un merecido reconocimiento.
Esta canción lanzada por primera vez al mundo musical en 1985 y aun siendo premiada en 2008 (23 años después) ha demostrado haber sido hecha para superar la barrera de los años e incluso la de los géneros musicales.
Actualmente esta canción forma parte del exitoso musical mexicano Mentiras, basado en las canciones populares de los 80'.